# スクシニルグルタミン酸セミアルデヒドデヒドロゲナーゼ
スクシニルグルタミン酸セミアルデヒドデヒドロゲナーゼ（succinylglutamate-semialdehyde dehydrogenase, SGSD, AruD, AstD）は、アルギニンおよびプロリン代謝酵素の一つで、次の化学反応を触媒する酸化還元酵素である。
N-スクシニル-L-グルタミン酸-5-セミアルデヒド + NAD+ + H2O {\displaystyle \rightleftharpoons } N-スクシニル-L-グルタミン酸 + NADH + 2 H+
反応式の通り、この酵素の基質はN-スクシニル-L-グルタミン酸-5-セミアルデヒドとNAD+と水、生成物はN-スクシニル-L-グルタミン酸とNADHとH+である。
組織名はN-succinyl-L-glutamate 5-semialdehyde:NAD+ oxidoreductaseで、別名にsuccinylglutamic semialdehyde dehydrogenase, N-succinylglutamate 5-semialdehyde dehydrogenaseがある。